# Stade Natale Palli
Le Stade Natale Palli (en italien : Stadio Natale Palli) est un stade de football italien situé dans la ville de Casale Monferrato, dans le Piémont.
Le stade, doté de 5 600 places et inauguré en 1921, sert d'enceinte à domicile à l'équipe de football du Football Club Casale Associazione Sportiva Dilettantistica.
Le stade porte le nom de Natale Palli, militaire et aviateur italien originaire de la ville.

## Histoire
Les travaux du stade débutent en 1919 pour s'achever en 1921, où il devient alors le nouveau stade pour les matchs à domicile du FBC 1909 Monferrato Casale, la principale équipe de la ville.
La dernière rénovation du stade date de 1985, avec l'ajout de deux tribunes non couvertes de 500 places chacune (dont une pour les supporters visiteurs).